# Ramesseum
Ramesseum je spominski tempelj (ali pogrebni tempelj) faraona Ramzesa II. (tudi "Ramzesa Velikega"). Nahaja se v Tebanski nekropoli v Zgornjem Egiptu, preko reke Nil, nasproti modernega mesta Luksor. Ime - ali vsaj njegovo francosko obliko, Rhamesséion - je skoval Jean-François Champollion, ki je obiskal ruševine mesta leta 1829 in prvič identificiral hieroglife, ki sestavljajo Ramzesova imena in nazive, na zidovih. Prvotno se je imenovalo Hiša milijon let Usermaatra-setepenra, ki združuje Tebe v domeno Amona. 

## Zgodovina
Ramzes II. je spremenil, si prilastil ali zgradil številne stavbe in najbolj čudovita izmed njih je kraljevska grobnica oziroma pogrebni tempelj ali njegov spominski tempelj, kraj čaščenja posvečen faraonu, Boga na zemlji, kjer bi bil ohranjen spomin nanj po njegovi smrti. Ohranjeni zapisi kažejo, da se je delo na projektu začelo kmalu po začetku njegovega vladanja in trajalo 20 let.
Zasnova Ramzesovega pogrebnega templja spoštuje splošen kanon tempeljske arhitekture Novega Kraljestva. Usmerjen severozahod in jugovzhod, je tempelj sestavljeni iz dveh kamnitih pilonov (prehoda širokega okoli 60 m), eden za drugim, dve dvorišči. Poleg drugega dvorišče, je v središču kompleksa pokrita 48-stebrna hipostilna dvorana, ki obdaja notranje svetišče.
Ogromen pilon (s približno 60 m širokim prehodom) je stal pred prvim dvoriščem, s kraljevo palačo na levi in velikanskim kipom kralja za njim. 
Kot je v navadi, so bili piloni in zunanje stene okrašeni s prizori faraonovih vojaških zmag in puščajo ustrezno evidenco o njegovi predanosti in sorodstvu z bogovi. V primeru Ramzesa II. je zelo pomembna bitka Kadešu (okoli 1285 pred našim štetjem); bolj privlačen je en blok na vrhu prvega pilona, ki beleži njegovo plenjenje v osmem letu svojega kraljevanja, v mestu imenovanem "Shalem", ki je mogoče, ali pa tudi ne, Jeruzalem.
Prizori velikega faraona in njegove triumfalne vojaške zmage nad hetitskimi silami, ki bežijo pred Kadešem, ki je predstavljena v kanonu "epske pesnitve Pentaur", je še vedno mogoče videti na pilonu.
Samo fragmenti baze in trup kipa faraona na prestolu iz sienita so ostali; bil je 19 metrov visok in tehtal več kot 1000 ton. O njem trdijo, da so ga prepeljali 170 kilometrov daleč preko dežele. To je največji preostali kolosalni kip (razen kipov in situ) na svetu. Vendar pa so našli tudi dele 4 granitnih kolosov Ramzesa II. v Tanisu (severni Egipt). Ocenjena višina je 21 in 28 metrov. Kot štirje od šestih kolosov  Amenhotepa III. (kolosi iz Memnona) niso več popolni ostanki, zato so to le ocene. 
Ostanki drugega dvorišča vključujejo del notranje fasade pilona in del Ozirisovega portika na desni strani. Prizori vojne in poraza s Hetiti pri Kadešu se ponavljajo. Gornji registri, čaščenje faličnega boga Mina, boga plodnosti. Na nasprotni strani dvorišča nekaj Ozirisovih in stebrov še vedno stoji in lahko ponazori prvotno veličino. Mogoče je videti razpršene ostanke dveh kipov sedečega kralja, enega iz roza granita in drugi iz črnega granita, ki sta nekoč obdajala vhod v tempelj. Glava enega od teh je bila odnesena v Britanski muzej. Devetintrideset od oseminštiridesetih stebrov v veliki hipostilni dvorani (njena velikost je 41x 31 m) še vedno stoji v osrednjih vrstah. Okrašeni so z običajnimi prizori kralja pred različnimi bogovi. Del stropa okrašenega z zlatimi zvezdami na modri podlagi je tudi ohranjen. Sinovi in hčere Ramzesa se pojavijo v procesiji na nekaj stenah levo. Svetišče je sestavljeno iz treh zaporednih komor z osmimi stebri in tetrastilno celo. Del prvega prostora, s stropom okrašenim z astralnimi scenami in nekaj ostankov druge sobe je vse, kar je ostalo.
Na severu hipostilne dvorane je bil manjši tempelj. Bil je posvečen Ramzesovi materi Tuyi, in svoji ljubljeni glavni ženi, Nefertari. Južno od prvega dvorišča je stala tempeljska palača. Kompleks je bil obdan z različnimi skladišči, kaščami, delavnicami in drugimi pomožnimi objekti, nekatere so zgradili šele v rimskih časih.
Tempelj  Setija I., od katerega ni nič zdaj levo, vendar so temelji nekoč stali na desni strani hipostilne dvorane. Bil je sestavljen iz peristilnega dvorišča z dvema kapelama, svetiščema. Celoten kompleks je bil zaprt z opečno steno iz nežgane opeke, ki se je začela z velikanskim jugovzhodnim pilonom.
Skrivališče papirusov in črepinj sega v tretje vmesno obdobje (11. do 8. stoletja pred našim štetjem) in kaže, da je bil tempelj tudi prizorišče pomembne šole pisarjev.
Lokacija je bila v uporabi že preden je Ramzes II. postavil prvi kamen: pod hipostilno dvorano so moderni arheologi našli jašek z grobnico iz Srednjega Kraljestva, ki je vsebovala bogat zaklad verskih in pogrebnih artefaktov.

## Ostanki
Za razliko od masivnih kamnitih templjev, ki je odredil Ramzes II. izkopati v nubijski gorah v Abu Simblu, neizprosna narava v treh tisočletjih ni bila prijazna do "templja milijon let" v Tebah. To je predvsem zaradi lege na samem robu poplavne ravnice Nila, ki je z vakoletnimi poplavami postopoma spodkopaval temelje tega templja in njegove sosede. Zanemarjanje in prihod novih ver je prav tako vzelo svoj davek. V zgodnjih letih našega štetja, je bil tempelj v obratovanju kot krščanska cerkev. 
To vse je bila standardna cena za tempelj zgrajen v tistem času. Odmislimo stopnjevanje gradnje - pri čemer se je vsako naslednje kraljestvo oziroma faraon prizadeval preseči svoje predhodnike v količini in obsegu - je Ramesseum v veliki meri pokvaril Ramzes III. ali uničil Amenhotep III., ki je stal v ozadju "Memnonovih kolosov". Pomen, ki ga Ramesseum uživa danes, dolguje bolj času in načinu njegovega ponovnega odkritja Evropejcem.
Seznam kraljev Ramesseuma je majhen seznam kraljev, ki še vedno ostajajo na kraju samem na skromnih ostankih drugega pilona.

## Izkopavanja in raziskave
Začetke moderne egiptologije lahko zasledimo ob prihodu Napoleona Bonaparta v Egiptu v poletju 1798. Nesporna invazija imperialistične moči tujcev, je bila kljub temu invazija razsvetljenskih idej tistega časa: poleg Napoleonovih vojakov so prišli možje znanosti, katerih trud pod puščavskim soncem je kasneje dal 23-volumnov Description de l'Égypte. Dva francoska inženirja, Jean-Baptiste Prosper Jollois in Édouard de Villiers du Terrage, sta proučevala lokacijo Ramesseum in sta jo z veliko pompa opredelila kot "Grobnica Ozymandias" ali "Memnonova palača" o kateri je pisal Diodor Sicilski v 1. stoletju pred našim štetjem.
Naslednji obiskovalec je bil Giovanni Belzoni, igralec in inženir italijanskega porekla in pozneje arheolog in trgovec s starinami. Belzoni je potoval je leta 1815 v Kairo, kjer je prodal Mehmed Aliju hidravlični motor lastnega izuma. Tam je spoznal britanskega generalnega konzula Henryja Salta, ki je najel njegove usluge za zbirko iz templja v Tebah, tako imenovano "Mlajši Memnon", eno od dveh velikanskih granitnih glav, ki prikazujejo Ramzesa II., za prevoz v Anglijo. Zahvaljujoč hidravliki Belzonija in njegovi spretnosti kot inženirja (Napoleonovim moškim ni uspelo desetletje ali že prej), je 7-tonska kamnita glava prispela v Londonu leta 1818, kjer so jo poimenovali "Mlajši Memnon", in nekaj let kasneje postavili na častno mesto v britanskem muzeju.
Ob prihodu kipa je nastalo silno razburjenje in ko so slišali čudovite zgodbe o drugih, manj premičnih zakladih v puščavi, je pesnik Percy Bysshe Shelley napisal sonet "Ozymandias". Zlasti en ogromen padel kip v Ramesseumu je zdaj neločljivo povezan z Shelley, ker kartuša na rami Ramzesovega prestola, User-maat-re Setep-en-re, vsebuje prvi del, ki ga je Diodor transliteriral v grško "Ozymandias". Ker Shelleyevi "veliki nogi iz kamna brez zgornjega dela" dolgujemo več poetične vsebine kot za arheologijo, "pol potopljen ... razbit videz" leži na pesku, je natančen opis dela polomljenega kipa. Roke in noge so ležale v neposredni bližini. Še vedno stoječ, bi bil kolos Ozymandiasa visok 19 m in tekmoval s kolosi Memnona in kipi Ramzesa vklesanimi v goro v Abu Simblu.
Skupna francosko-egiptovski ekipa je raziskovala in obnavljala Ramesseum in njegovo okolico od leta 1991. Med svojimi odkritji med izkopavanji so našli kuhinje, pekarne in skladišča za tempelj na jugu, in šole, kjer so poučevali dečke biti pismouki na jugovzhod. Nekateri izzivi pri ohranjanju območja je bila kontrola sodobnih egiptovskih kmetov, ki uporabljajo območje za gojenje in posegajo v ruševine. 

## Slike
- Tempelj Ramzesa II., Luksor
- Tempelj Ramzesa II., Luksor
- Tempelj Ramzesa II., Luksor
- Tempelj Ramzesa II., Luksor
- Tempelj Ramzesa II., Luksor
- 3D lasersko skeniran prvi pilon, Tebe.
- Slika vgraviranih prizorov bitke na prvem pilonu, Tebe.
- Tebe: Ramesseum., sliko je pobarval Joseph Hawkes. Brooklyn Museum Archives (S10.08 Thebes, image 9926).